# Kounotori 6

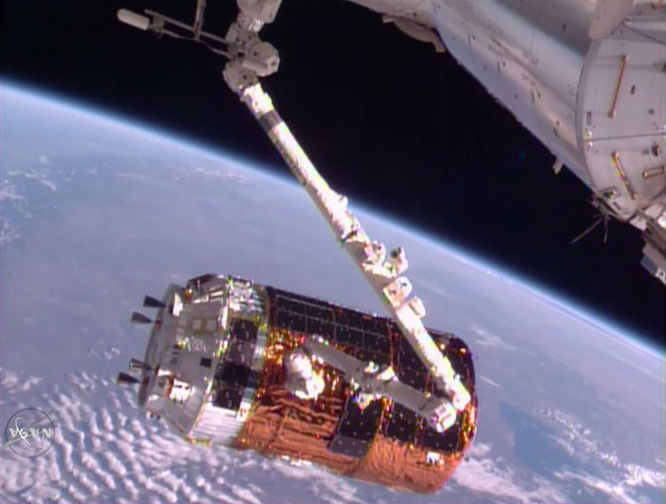
La nave de carga HTV-6 de apan es fotografiada en las garras del Canadarm2 poco después de que fuera capturada el martes por la mañana.

Kounotori 6 (こうのとり6号機?), también conocido como HTV-6, fue el sexto vuelo del Vehículo de transferencia H-II, nave espacial de carga no tripulada para reabastecer la Estación Espacial Internacional. Fue lanzada el 9 de diciembre de 2016 a las 13:26:47 UTC con un cohete H-IIB desde el Centro Espacial de Tanegashima.

## Astronave
Las mejoras realizadas con respecto al anterior Kounotori incluyen:
- Carga útil integrada para probar nuevas tecnologías: SFINKS y KITE, que se describen a continuación,
- Reducción de las baterías primarias de 7 a 6 ,
- Reducción de células de paneles solares de 49 a 48,
- Omisión de algunas luces de navegación/posición que estaban al lado de la Tierra al acercarse a la ISS.
- Fortalecimiento de la carga útil máxima de EP (paleta expuesta) de 1,6 t a 1,9 t anterior para transportar baterías de Li-ion.

SFINKS (Solar Cell Film Array Sheet para la próxima generación en Kounotori Sexto) probará células solares de película delgada en el espacio.

### Imágenes
- Kounotori 6 Archivado el 17 de enero de 2017 en Wayback Machine. - JAXA Digital Archives
- HTV-6 & KITE Archivado el 27 de agosto de 2017 en Wayback Machine.
- HTV-6 & KITE Archivado el 17 de enero de 2017 en Wayback Machine.

- Datos: Q19864752
- Multimedia: HTV-6 / Q19864752